# Vindula daemona
Vindula daemona är en fjärilsart som beskrevs av Friedrich Wilhelm Niepelt 1926. Vindula daemona ingår i släktet Vindula och familjen praktfjärilar. Inga underarter finns listade i Catalogue of Life.